# Box 507
Pour plus de détails, voir Fiche technique et Distribution.
Box 507 (La caja 507) est un thriller espagnol réalisé par Enrique Urbizu, sorti en 2002.

## Synopsis
Modesto Pardo est directeur d'une agence bancaire. Des braqueurs séquestrent sa femme à leur domicile et lui-même dans la salle des coffres. Il découvre des documents qui lui apportent l'explication d'un incendie de forêt qui a causé la mort de sa fille sept années plus tôt. Ayant en main les montages financiers, les éléments du trafic d'influence, qui a touché combien et sur quel compte bancaire les sommes ont été versées, il provoque la mafia, fait chanter les uns, s'entretuer les autres, jusqu'à avoir assouvi sa vengeance et obtenir en plus de quoi vivre luxueusement...

## Fiche technique
- Titre : Box 507
- Titre espagnol : La caja 507
- Réalisateur : Enrique Urbizu
- Scénario et dialogues : Enrique Urbizu, Michel Gaztambide
- Musique : Mario de Benito
- Distribution des rôles : Geli Albaladejo
- Direction artistique : Ana Alvargonzález
- Costumes : Patricia Monné
- Image : Carles Gusi
- Montage : Ángel Hernández Zoido
- Pays d'origine :  Espagne
- Directeur de production : Teresa Cepeda
- Production : Fernando Bovaira, Gustavo Ferrada, Mercedes Gamero, Fernando Victoria de Lecea
- Genre : thriller
- Durée : 1 heure 52 minutes

## Distribution
- Dafne Fernández :	María Pardo Muñoz
- Antonio Resines :	Modesto Pardo
- Miriam Montilla :	Ángela
- Félix Álvarez : 	Ramón
- Javier Coromina : 	Toni Lomas
- Antonio Mora : 	Juan
- Jordi Amat : 	Guardia Seguridad de Bancosol
- Juan Fernández : 	Regueira
- Sarina Röhr : 	Mujer Rubia
- Younes Bachir : 	Khaled
- Michele Nicholson : 	Mujer Francesa (as Michèle Nicholson)
- Eva Gutierrez :	Empleada Bancosol (as Eva Gutiérrez)
- José Coronado : 	Rafael Mazas (as Jose Coronado)
- Jorge Calvo :	Aguiló
- Gerald Elflein :	Camarero Alemán

## Récompenses
Festival du film policier de Cognac
- Grand prix
- Prix de la critique internationale
- Prix spécial police
- Prix Première